# Karlheinz Hinkelmann
Karlheinz Hinkelmann, auch Karl-Heinz Hinkelmann, (* 16. April 1915 in Geringswalde; † 14. Mai 1986 in Obertshausen)  war ein deutscher Meteorologe.
Hinkelmann studierte 1936 an der Bayerischen Verwaltungsschule in München, war 1934 bis 1936 Soldat, und 1937 bis 1945 Verwaltungsbeamter im Reichsluftfahrtministerium. Ab 1941 studierte er Meteorologie an der TU Dresden und der Universität Leipzig, mit dem Diplom im Dezember 1943. In dieser Zeit war er beim Reichsluftfahrtministerium beurlaubt. April 1944 bis 1945 war er Soldat.  Nach dem Krieg war er zunächst Rundfunktechniker, ab Mitte 1946 Meteorologe bei den Zentralwerken Bleicherode und 1948/49 am Landeswetterdienst Thüringen. 1949 bis 1952 war er Leiter des Referats Theoretische Meteorologie beim Deutschen Wetterdienst in der US-Zone. 1952 bis 1963 war er Leiter des Referats Theoretische Meteorologie beim Deutschen Wetterdienst, 1963 bis 1967 Leiter der Forschungsabteilung und 1967/68 Abteilungsleiter beim Deutschen Wetterdienst. Er wurde 1953 an der FU Berlin promoviert (Quantitative Verfahren zur Voraussage atmosphärischer Zustandsänderungen) und habilitierte sich 1960 an der Johannes Gutenberg-Universität Mainz (Die numerische Wettervorhersage). Danach war er Privatdozent in Mainz, ab 1966 außerplanmäßiger Professor und ab 1968 ordentlicher Professor. 1980 wurde er emeritiert.
Er befasste sich mit theoretischer Meteorologie und speziell numerischer Wettervorhersage.
1971 erhielt er die Alfred-Wegener-Medaille, in Anerkennung seiner hervorragenden Verdienste um die Numerische Wettervorhersage, deren Entwicklung er durch die erstmalige Verwendung der "primitiven" Grundgleichungen der klassischen Physik entscheidend gefördert hat und die er dann in unermüdlicher Arbeit gemeinsam mit seinen Mitarbeitern mit großem Erfolg in den praktischen Wetterdienst eingeführt hat (Laudatio).